# Andrzej Niedziółka
Andrzej Niedziółka (ur. 10 października 1956 w Karczewie) – polski piłkarz grający na pozycji pomocnika. Grając w Radomiaku, wystąpił w reprezentacji Polski B i zdobył 1 bramkę (mecz z Czechosłowacją, 1985).
Karierę piłkarską rozpoczął w Mazurze Karczew. Następnie przeszedł do Legii Warszawa i grał w drużynie rezerw. Potem podpisał kontrakt z II-ligowym Radomiakiem Radom. W sezonie 1983/84 wywalczył z nim awans do ekstraklasy, ale po roku gry Zieloni zostali zdegradowani. W najwyższej klasie rozgrywek Niedziółka rozegrał 30 spotkań i strzelił 2 bramki. Karierę kończył w RKS Ursus.